# Volvo 7900
Volvo 7900 – niskopodłogowy autobus miejski produkowany od 2011 roku przez szwedzką firmę Volvo Buses m.in. w fabryce we Wrocławiu. Pojazd produkowany jest w wersji z napędem spalinowym, gazowym (CNG), elektrycznym, elektrycznym-hybrydowym i hybrydowym.

## Eksploatacja w Polsce
| Wersja                     | Wersja                     | Miasto           | Przedsiębiorstwo     | Lata eksploatacji | Liczba sztuk | Przypisy             |
| -------------------------- | -------------------------- | ---------------- | -------------------- | ----------------- | ------------ | -------------------- |
| Volvo 7900 Electric        | Volvo 7900 Electric        | Inowrocław       | MPK Inowrocław       | od 2019           | 8            | [ 3 ] [ 4 ]          |
| Volvo 7900 Electric        | Volvo 7900 Electric        | Świdnica         | MPK Świdnica         | od 2020           | 8            | [ 5 ] [ 6 ] [ 7 ]    |
| Volvo 7900 Electric        | Volvo 7900 Electric        | Gliwice          | PKM Gliwice          | od 2022           | 7            | [ 8 ] [ 9 ]          |
| Volvo 7900 Electric        | Volvo 7900 Electric        | Łódź             | MPK Łódź             | od 2022           | 17           | [ 10 ] [ 11 ] [ 12 ] |
| Volvo 7900 Electric Hybrid | Volvo 7900 Electric Hybrid | Inowrocław       | MPK Inowrocław       | od 2018           | 8            | [ 13 ] [ 14 ]        |
| Volvo 7900 Electric Hybrid | Volvo 7900 Electric Hybrid | Grudziądz        | MZK Grudziądz        | od 2019           | 7            | [ 15 ] [ 16 ]        |
| Volvo 7900 Hybrid          | 10,6 m                     | Krosno           | MKS Krosno           | od 2018           | 11           | [ 17 ] [ 18 ]        |
| Volvo 7900 Hybrid          | 12,1 m                     | GZM              | PKM Świerklaniec     | od 2014           | 1            | [ 19 ] [ 20 ]        |
| Volvo 7900 Hybrid          | 12,1 m                     | Inowrocław       | MPK Inowrocław       | od 2015           | 10           | [ 21 ] [ 22 ]        |
| Volvo 7900 Hybrid          | 12,1 m                     | GZM              | PKM Sosnowiec        | od 2017           | 25           | [ 23 ] [ 24 ] [ 25 ] |
| Volvo 7900 Hybrid          | 12,1 m                     | Białystok        | KZK Białystok        | od 2018           | 6            | [ 26 ]               |
| Volvo 7900 Hybrid          | 12,1 m                     | Jelenia Góra     | MZK Jelenia Góra     | od 2018           | 3            | [ 27 ] [ 28 ]        |
| Volvo 7900 Hybrid          | 12,1 m                     | Leszno           | MZK Leszno           | od 2019           | 8            | [ 29 ] [ 30 ]        |
| Volvo 7900 Hybrid          | 12,1 m                     | Kędzierzyn-Koźle | MZK Kędzierzyn-Koźle | od 2019           | 1            | [ 31 ] [ 32 ] [ 33 ] |
| Volvo 7900 Hybrid          | 12,1 m                     | Koszalin         | MZK Koszalin         | od 2019           | 5            | [ 34 ] [ 35 ]        |
| Volvo 7900 Hybrid          | 12,1 m                     | Ełk              | MZK Ełk              | od 2019           | 8            | [ 36 ] [ 37 ] [ 38 ] |
| Volvo 7900 Hybrid          | 12,1 m                     | Kraków           | MPK Kraków           | od 2019/2022      | 1            | [ 39 ] [ 40 ]        |